# Kabelgenomföring

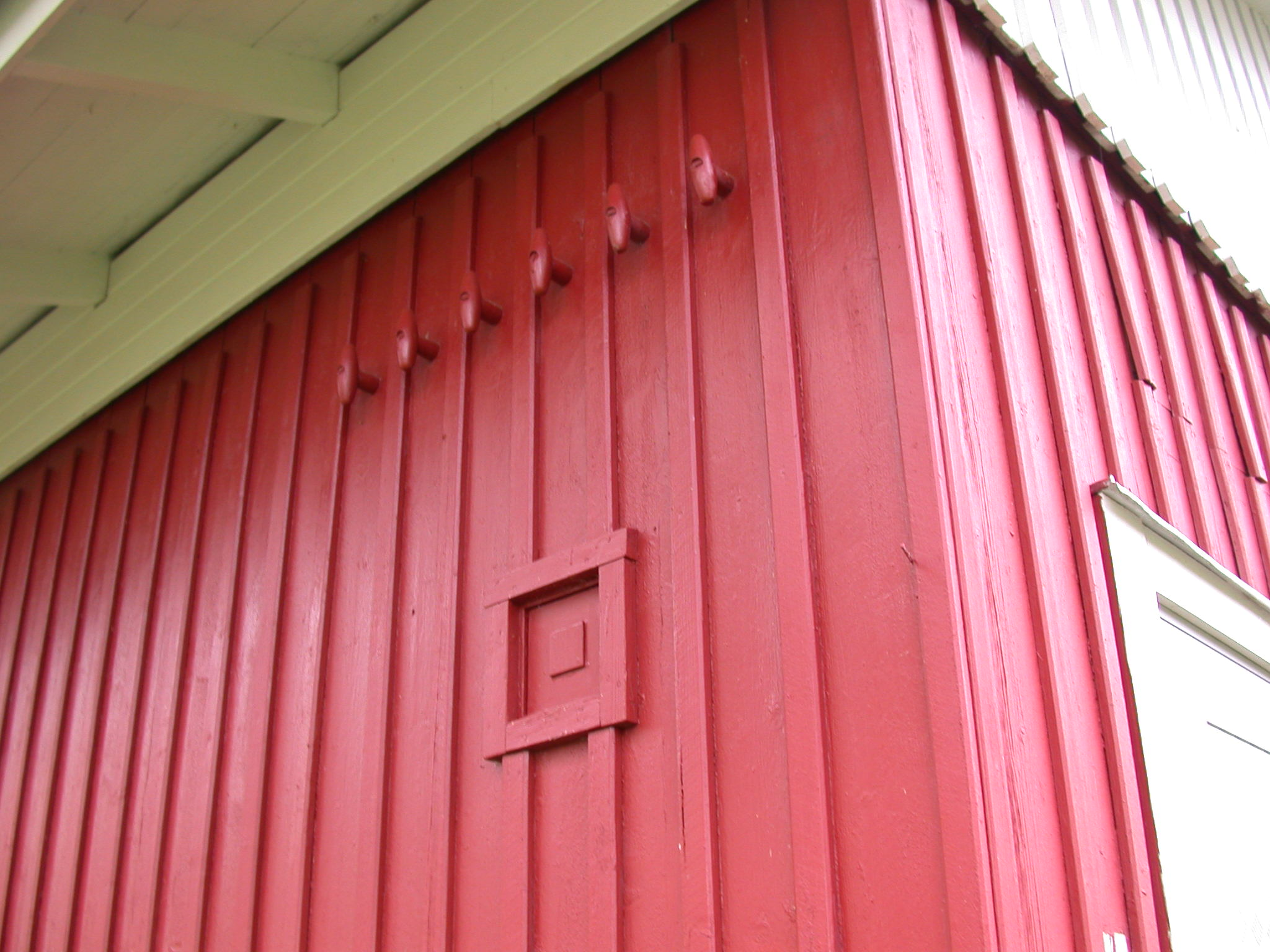
Exempel på äldre typ av kabelgenomföring för mx-ledningar.

Kabelgenomföring är en anordning genom vilken kablage av olika typ kan dras. Kabelgenomföringar förekommer i många sammanhang och syftar till att man skall kunna passera ett tätskikt, till exempel en vägg eller ett tak, samtidigt som man behåller tätskiktets egenskaper. Genomföringens utformning är beroende av vilka krav man har på tätskiktet. En tillfällig kabelgenomföring utan några större krav kan utgöras av en lucka som bara öppnas då kablage tillfälligt skall dras igenom. För permanent kabelförläggning erfordras i allmänhet betydligt utökade åtgärder, till exempel brandtätning.
Numer används ofta så kallade moduluppbyggda kabelgenomföringar. Dessa är, förutom att vara brand- och gastäta, enklare att bygga upp och möjliggör ytterligare kabeldragning i efterhand. 

## Typer av kabelgenomföringar
- Kantskydd för skarpa panelkanter och håligheter
- Kabelgenomföringar – skyddar mot nötning
- Kabelgenomföringar för oval håltagning vid tex platta bandkablar
- Genomföringar för böjskydd
- Genomföringar med dragavlastare – skyddar elanslutningen från skada vid belastning el. dragkraft
- Tandat kantskydd – exempelvis i chassin eller enhetskonstruktion
- Flamhämmande och brandtäta kabelgenomföringar – Vid utsatta miljöer